# Sumpörtblomfluga
Sumpörtblomfluga (Cheilosia frontalis) är en tvåvingeart som beskrevs av Friedrich Hermann Loew 1857. Sumpörtblomfluga ingår i släktet örtblomflugor, och familjen blomflugor. Arten är reproducerande i Sverige. Inga underarter finns listade i Catalogue of Life.